# Kernkraftwerk Fugen
Das stillgelegte und in Demontage befindliche Kernkraftwerk Fugen (jap. ふげん Fugen, englisch Fugen Nuclear Power Station) ist im Ort Myōjin-chō in der Nähe der Stadt Tsuruga in der japanischen Präfektur Fukui gelegen. Auf demselben Grundstück steht auch das Kernkraftwerk Tsuruga. Benannt wurde das Kraftwerk nach dem japanischen Namen des Bodhisattva Samantabhadra, einer Gottheit im Buddhismus.
Es wurde mit einem in Japan entwickelten Advanced Thermal Reactor (ATR) ausgerüstet. Der eingesetzte Reaktor konnte verschiedene Brennstoffe von Natururan bis Mischoxid (MOX) nutzen. Er war als Teil des Plutonium-Zyklus geplant. Am 20. März 1978 wurde der mit MOX bestückte Reaktor erstmals kritisch.
Da es sich um einen Prototyp handelt, ist der Eigentümer kein Stromkonzern, sondern das Japan Nuclear Cycle Development Institute. Fugen war der erste thermische Neutronenreaktor, der vollständig mit MOX betrieben wurde. Da er konstruktionsbedingt verschiedene Brennstoffe nutzen konnte, diente er auch zur Entwicklung neuer Brennelemente.
Im Jahre 1995 beschloss die Regierung, keine Reaktoren dieses Typs mehr zu bauen, da die Kosten im Vergleich zu Leichtwasserreaktoren zu hoch waren. Im März 2003 wurde er stillgelegt. Die Demontage begann in den darauffolgenden Jahren.
Für 25 Jahre Betrieb erhielt die Fugen Nuclear Power Station den Historic Landmark Award der American Nuclear Society (ANS).

## Störfälle
- 14.–16. April 1997:  Ein Tritium-Leck wurde mit 30 Stunden Verspätung an die zuständigen Behörden gemeldet. Bei der anschließenden Untersuchung zeigte es sich, dass es bereits elf ähnliche Vorfälle gegeben hatte. Fünf Manager des damaligen Betreibers (zu der Zeit: Reactor & Nuclear Fuel Development Corporation) mussten ihren Posten räumen.
- 8. April 2002: Aus einem defekten Rohr entwichen etwa 200 m³ radioaktiver Dampf. Der Reaktor wurde abgeschaltet.

## Demontage
Beim Abbau des Reaktors gab es Überraschungen: Es wurde im Oktober 2006 festgestellt, dass die Wände in einem wichtigen Gebäude an 25 von 34 Punkten nicht die notwendige Widerstandskraft hatten. Es handelt sich um einen Anbau am Reaktor, wo sich der Kontrollraum und das Notkühlsystem befinden. Als Standard ist eine Widerstandskraft von 22 Newton festgelegt, an einem Punkt lag diese nur bei 10 Newton.

## Reaktortechnik und Betrieb
Das Kernkraftwerk Fugen hat einen Block. Der Reaktor war der erste in der Welt, der mit MOX-Brennstoff betrieben wurde. Er hatte 772 Brennelemente und war damit der weltgrößte dieses Typs. Er verwendete im Dampfkreislauf gewöhnliches Wasser wie ein Siedewasserreaktor (SWR), aber schweres Wasser als Moderator, wie in einem CANDU-Reaktor. Die elektrische Leistung betrug 165 MW, die thermische Leistung 557 MW. In den Brennstäben herrschte eine Temperatur von 2200 °C, im Reaktorkern 300 °C. Ein Wechsel von Brennelementen war nach jeweils sechs Monaten erforderlich.
Die Anlage befindet sich auf einem Grundstück von 267.694 m² Größe, wovon die Gebäude 7.762 m² beanspruchen. Die Nutzfläche beträgt 46.488 m². Das Kraftwerk beschäftigte 256 Menschen.
| Reaktorblock | Reaktortyp                                                 | Netto- leistung | Brutto- leistung | Baubeginn  | Netzsyn- chronisation | Kommer- zieller Betrieb | Abschal- tung |
| ------------ | ---------------------------------------------------------- | --------------- | ---------------- | ---------- | --------------------- | ----------------------- | ------------- |
| Fugen ATR    | Advanced Thermal Reactor (Heavy-Water/Light-Water Reactor) | 148 MW          | 165 MW           | 10.05.1972 | 29.07.1978            | 20.03.1979              | 29.03.2003    |